# Tomás Barata
Tomás Barata (* 12. September 2003) ist ein spanischer Skirennläufer.

## Karriere
Barata gab sein internationales Renndebüt am 7. Dezember 2019 bei einem FIS-Slalom im Sunday River Resort in Newry, Maine. Sein erstes internationales Großereignis bestritt er im März 2022 bei den Juniorenweltmeisterschaften in Panorama, British Columbia. Dort erreichte er mit der Mannschaft den 9. Platz, als bestes Ergebnis in einem Einzelrennen belegte er Rang 29 in der Alpinen Kombination.
In den darauffolgenden Jahren startete Barata hauptsächlich bei FIS-Rennen in Europa sowie bei nationalen Meisterschaften. So gewann er 2022 und 2023 die Bronzemedaille bei den spanischen Meisterschaften im Riesenslalom.
Den bisher größten Erfolg seiner Karriere feierte er bei den Winter World University Games 2025 in Turin. Bei den in Bardonecchia ausgetragenen Alpinbewerben gewann er die Bronzemedaille in der Alpinen Kombination.
Aufgrund dieses Erfolges wurde Barata für die Weltmeisterschaften in Saalbach nominiert. Dort belegte er im Riesenslalom den 39. Rang, im Slalom klassierte er sich drei Ränge besser als 36.  

## Erfolge

### Weltmeisterschaften
- Saalbach 2025: 36. Slalom, 39. Riesenslalom

### Juniorenweltmeisterschaften
- Panorama 2022: 9. Mannschaft, 29. Alpine Kombination, 30. Riesenslalom, 40. Abfahrt, 60. Super-G, DNF Slalom
- St. Anton 2023: 12. Slalom, 30. Riesenslalom
- Haute-Savoie 2024: 18. Riesenslalom, 28. Slalom, DNF Alpine Team Kombination

### South American Cup
- Eine Platzierung unter den besten 30

### Winter World University Games
- Bardonecchia 2025: 3. Alpine Kombination, 12. Super-G, 19. Riesenslalom, DNF Slalom

### Weitere Erfolge
- 9 Siege bei FIS-Rennen
- Spanischer Vizemeister im Super-G (2025)
- Spanischer Vizemeister im Slalom (2024)
- Bronze bei den spanischen Meisterschaften im Riesenslalom (2022, 2023, 2025)